# Moosburg, Kärnten
Moosburg (slovenska: Možberk) är en ort och kommun i Österrike. Den ligger i distriktet Klagenfurt-Land i förbundslandet Kärnten i den södra delen av landet, 240 km sydväst om huvudstaden Wien. 
Kommunen består av 35 orter (Ortschaften) (inom parentes invånarantal 1 januari 2024):

- Ameisbichl (73)
- Arlsdorf (33)
- Bärndorf (75)
- Dellach (31)
- Faning (52)
- Freudenberg (0)
- Gabriel (62)
- Goritschitzen (59)
- Gradenegg (106)
- Hohenfeld (104)
- Knasweg (106)
- Krainig (21)
- Kreggab (98)
- Malleberg (35)
- Moosburg (1 089)
- Nußberg (64)
- Obergöriach (60)
- Polan (17)
- Prosintschach (34)
- Ratzenegg (163)
- Rosenau (55)
- Seigbichl (265)
- Simislau (15)
- St. Peter (584)
- Stallhofen (255)
- Tigring (467)
- Tuderschitz (342)
- Untergöriach (57)
- Unterlinden (43)
- Vögelitz (48)
- Wielen (22)
- Windischbach (35)
- Windischbach-Gegend (7)
- Witsch (76)
- Ziegelsdorf (41)